# Volley Ball Club Mondovì 2020-2021
Questa voce raccoglie le informazioni riguardanti il Volley Ball Club Mondovì nelle competizioni ufficiali della stagione 2020-2021.

## Organigramma societario
Area direttiva
- Presidente: Giancarlo Augustoni
- Vicepresidente: Andrea Fia
- Direttore sportivo: Andrea Fia
- Logistica palasport: Mauro Bongioanni

Area tecnica
- Allenatore: Mario Barbiero
- Allenatore in seconda: Emanuele Negro
- Assistente allenatore: Diletta Ramondetti
- Scout man: Andrea Ballario
- Responsabile settore giovanile: Brunello Prette

Area comunicazione
- Ufficio stampa: Mattia Bertolino
- Fotografo: Elena Merlino

Area sanitaria
- Fisioterapista: Elena Ambrogio

## Rosa
| N° | Nome              | Ruolo | Data di nascita   | Squadra |
| -- | ----------------- | ----- | ----------------- | ------- |
| 1  | Alberto Marra     | C     | 18 novembre 1998  | Italia  |
| 2  | Mattia Milano     | P     | 2 febbraio 1996   | Italia  |
| 3  | Filippo Camperi   | S     | 29 novembre 2003  | Italia  |
| 4  | Roberto Festi     | C     | 30 gennaio 1994   | Italia  |
| 5  | Roberto Cominetti | S     | 20 aprile 1997    | Italia  |
| 6  | Pedro Putini      | P     | 21 settembre 1990 | Brasile |
| 7  | Emanuele Bosio    | O     | 6 settembre 1997  | Italia  |
| 8  | Alessio Ferrini   | S     | 15 ottobre 1995   | Italia  |
| 9  | Mattia Fenoglio   | L     | 24 dicembre 2000  | Italia  |
| 10 | Manuel Bussolari  | C     | 17 marzo 1999     | Italia  |
| 12 | Leandro Macías    | P     | 13 febbraio 1990  | Cuba    |
| 13 | Filippo Pochini   | L     | 13 novembre 1989  | Italia  |
| 14 | Matteo Paoletti   | O     | 27 maggio 1982    | Italia  |
| 15 | Luca Borgogno     | S     | 27 aprile 1993    | Italia  |